# Lista odcinków serialu Nicky, Ricky, Dicky i Dawn
W artykule znajduje się lista odcinków serialu Nicky, Ricky, Dicky i Dawn, który emitowany jest w USA od 13 września 2014 roku na amerykańskim Nickelodeon. W Polsce serial jest emitowany od 29 listopada 2014 roku na kanale Nickelodeon Polska.

## Serie
| Sezon | Odcinki | Oryginalna emisja | Oryginalna emisja | Polska emisja        | Polska emisja    | Polska emisja |
| Sezon | Odcinki | Premiera sezonu   | Finał sezonu      | Premiera sezonu      | Finał sezonu     |               |
| ----- | ------- | ----------------- | ----------------- | -------------------- | ---------------- | ------------- |
| 1     | 20      | 13 września 2014  | 24 marca 2015     | 29 listopada 2014    | 19 grudnia 2015  |               |
| 2     | 25      | 23 maja 2015      | 6 sierpnia 2016   | 15 października 2015 | 19 września 2016 |               |
| 3     | 23      | 7 stycznia 2017   | 5 sierpnia 2017   | 7 maja 2017          | 8 stycznia 2018  |               |
| 4     | 14      | 6 stycznia 2018   | 4 sierpnia 2018   | 10 maja 2018         | 18 maja 2018     |               |

## Spis odcinków

### Seria 1: 2014-15
| 1 | Pieskie życie Pilot                                             | Victor Gonzalez   | Matt Fleckenstein i Michael Feldman      | 13 września 2014     | 29 listopada 2014    | 101 |
| 2 | Wyprowadzka Dawn Dawn Moves Out                                 | Jonathan Judge    | Sarah Jane Cunningham i Suzie V. Freeman | 20 września 2014     | 6 grudnia 2014       | 104 |
| Po tym, gdy chłopcy zniszczyli kolejną piżamówkę Dawn, mama zdecydowała się, by dać osobny pokój dla dziewczynki. Dawn jednak dowiaduje się, że potrzebuje chłopców bardziej niż myślała. |                                                                 |                   |                                          |                      |                      |     |
| 3 | Żyj sportowiej Get Sporty-er!                                   | Jonathan Judge    | Douglas Lieblein                         | 27 września 2014     | 13 grudnia 2014      | 103 |
| Były rywal łyżwiarski Toma otwiera sklep sportowy. Tymczasem Dawn coś podejrzewa, gdy Nicky, Ricky i Dicky zaprzyjaźnili się z nową dziewczyną w szkole. |                                                                 |                   |                                          |                      |                      |     |
| 4 | Mózgowe żniwa Field of Brains                                   | Eric Dean Seaton  | Natalie Barbrie i Tim Brenner            | 4 października 2014  | 20 grudnia 2014      | 107 |
| Po tym, gdy czwórka zostaje nazwana „za młodzi” przez Josie i jej przyjaciółkę, czworaczki próbują udowodnić im, że się mylą oglądając film nazwany „Mózgowe Żniwa”. Po obejrzeniu filmu czwórka jest przekonana, że ich rodzice zmieniają się w żywe trupy. |                                                                 |                   |                                          |                      |                      |     |
| 5 | Straszny taniec Scaredy Dance                                   | Shannon Flynn     | Michael Feldman                          | 18 października 2014 | 27 grudnia 2014      | 111 |
| Gdy nadchodzi Halloweenowa potańcówka, chłopak pyta się Dawn, czy z nim zatańczy, ale ona ma pewien sekret: nie potrafi tańczyć. Tymczasem Ricky i Dicky rywalizują o uczucia tej samej dziewczyny. W tym samym czasie Tom i Anne próbują przeżyć swoją studniówkę, na potańcówce dzieci. |                                                                 |                   |                                          |                      |                      |     |
| 6 | Kto ma pilota, ten rządzi Remote Control Control                | Victor Gonzalez   | Andrew Hill Newman                       | 1 listopada 2014     | 3 stycznia 2015      | 105 |
| Przez to, że czworaczki kłócą się ciągle o pilot do telewizora, Tom uziemia ich na weekend. Jednak chcąc uniknąć kłótni i hałasów we wczesnych godzinach rocznicy Toma i Anne, kara jest zawieszona przez sobotę rano. Tymczasem Tom daje Anne nowe łóżko z nowymi funkcjami na ich rocznicę, a Anne daje Tomowi pilot uniwersalny, który on nazywa „Clicky”.                                          |                                                                 |                   |                                          |                      |                      |     |
| 7 | Śmierdząca sprawa Poo Dunnit                                    | Eric Dean Seaton  | Douglas Lieblein                         | 8 listopada 2014     | 12 kwietnia 2015     | 110 |
| Wycieczka czworaczków Harperów jest zatrzymana, gdy ktoś zapomniał spłukać toaletę. Teraz czwórka musi znaleźć winnego, aby iść do parku wodnego. W tym samym czasie Tom jest zdeterminowany do tego, żeby pobić rekord w aquaparku przeciwko 8-letniej rywalizacji. |                                                                 |                   |                                          |                      |                      |     |
| 8 | Drużyna I Got Your Back                                         | Eric Dean Seaton  | Tesha Kondrat                            | 15 listopada 2014    | 10 stycznia 2015     | 109 |
| Dawn jest pierwszą piątoklasistką, która dostała się do drużyny piłkarskiej szóstoklasistek, ale one nie pozwalają jej stać się członkiem ich kręgu dopóki ona nie zaskoczy je. Tymczasem, gdy Dicky próbuje uniknąć pisania testu przez fałszywe zdjęcie rentgenowskie Ricky mówi prawdę nauczycielowi i Dicky musi pisać test. Ricky próbuje się pogodzić z bratem odholowując samochód nauczyciela. |                                                                 |                   |                                          |                      |                      |     |
| 9 | Smutny ogonek The Sad Tail of Gary-Chip-Tiny Elvis-Squishy Paws | Eric Dean Seaton  | David DiPietro i Paul Ciancarelli        | 22 listopada 2014    | 3 kwietnia 2015      | 108 |
| Dzieci spierają się o imię psa, który zatrzymał przestępcę w sklepie ich ojca. Po tym zaczynają walczyć o to jak nazwać psa. Ostatecznie zamożna kobieta twierdzi, że pies jest jej i Nicky, Ricky, Dicky i Dawn muszą go odzyskać. |                                                                 |                   |                                          |                      |                      |     |
| 10 | Pomocnicy Mikołaja Santa’s Little Harpers                       | Shannon Flynn     | Tim Brenner i Natalie Barbrie            | 29 listopada 2014    | 19 grudnia 2015      | 113 |
| Dzieci rywalizują ze sobą o to, jak zdobyć pieniądze na nową konsolę do gier wideo. |                                                                 |                   |                                          |                      |                      |     |
| 11 | Ojciec chrzęstny The Quadfather                                 | Victor Gonzalez   | David DiPietro i Paul Ciancarelli        | 10 stycznia 2015     | 3 maja 2015          | 102 |
| 12 | Czworkurs The Quad-Test                                         | Eric Dean Seaton  | Michael Feldman i Matt Fleckenstein      | 24 stycznia 2015     | 13 października 2015 | 115 |
| 13 | Krąg zaufania The Secret                                        | Robbie Countryman | Steven James Meyer i David L. Moses      | 31 stycznia 2015     | 24 maja 2015         | 116 |
| 14 | Kiepski interes Take the Money and Run                          | Shannon Flynn     | Sarah Jane Cunningham i Suzie V. Freeman | 7 lutego 2015        | 26 kwietnia 2015     | 112 |
| 15 | Walentymki Valentime’s Day                                      | Eric Dean Seaton  | Douglas Lieblein i Angeline Olschewski   | 14 lutego 2015       | 31 maja 2015         | 118 |
| 16 | Świnka, świnka, świnka i Dawn Piggy, Piggy, Piggy, & Dawn       | Trevor Krischner  | Matt Fleckenstein i Michael Feldman      | 28 lutego 2015       | 7 czerwca 2015       | 117 |
| 17 | Operacja: niania Quad-Ventures in Babysitting                   | Victor Gonzalez   | Michael Feldman                          | 7 marca 2015         | 17 maja 2015         | 106 |
| 18 | Bilans czworaczka M.D. Day                                      | Jonathan Judge    | Steven James Meyer i David L. Moses      | 14 marca 2015        | 14 czerwca 2015      | 119 |
| 19 | Hokus czworokus Abraquadabra                                    | Eric Dean Seaton  | Sarah Jane Cunningham i Suzie V. Freeman | 21 marca 2015        | 14 października 2015 | 120 |
| 20 | Wieczór dwurodzinny Family Matters                              | Sean Mulcahy      | Andrew Hill Newman                       | 24 marca 2015        | 12 października 2015 | 114 |

### Seria 2: 2015-16
| #  | Tytuł                                                | Reżyseria          | Scenariusz                                              | Premiera w USA    | Premiera w Polsce    | Kod    |
| -- | ---------------------------------------------------- | ------------------ | ------------------------------------------------------- | ----------------- | -------------------- | ------ |
| 21 | Gang buraka Wanted: The Sugar Beet Gang              | Eric Dean Seaton   | David DiPietro i Paul Ciancarelli                       | 23 maja 2015      | 15 października 2015 | 201    |
| 22 | Miażdżąca krytyka No Ifs, Ands, or But-ers           | Trevor Kirschener  | Sarah Jane Cunningham i Suzie V. Freeman                | 30 maja 2015      | 19 października 2015 | 203    |
| 23 | Miejska legenda Urban Legend Outfitters              | Eric Dean Seaton   | Andrew Hill Newman                                      | 6 czerwca 2015    | 16 października 2015 | 202    |
| 24 | Wszechmocna Dawn Do-It-All Dawn                      | Trevor Kirschener  | Douglas Lieblein                                        | 13 czerwca 2015   | 20 października 2015 | 204    |
| 25 | Obozowicze Unhappy Campers                           | Robbie Countryman  | Tim Brenner i Natalie Barbrie                           | 20 czerwca 2015   | 21 października 2015 | 205    |
| 26 | Drużyna jedzenia Mall in the Family                  | Shannon Flynn      | David L. Moses i Steven James Meyer                     | 27 czerwca 2015   | 23 października 2015 | 207    |
| 27 | Spotkanie z Candace I Want Candace                   | Eric Dean Seaton   | Michael Feldman                                         | 11 lipca 2015     | 22 października 2015 | 209    |
| 28 | Wypas Cud-Buty Sweet Foot Rides                      | Jody Margolin Hahn | Matt Fleckenstein                                       | 18 lipca 2015     | 21 listopada 2015    | 208    |
| 29 | Liga superczworaczków! The Mighty Quad Squad         | Trevor Kirschner   | Gigi McCreery i Perry Rein                              | 25 lipca 2015     | 11 marca 2016        | 212    |
| 30 | Czworo-golf Quaddy-Shack                             | Eric Dean Seaton   | Tim Brenner i Natalie Barbrie                           | 11 listopada 2015 | 2 kwietnia 2016      | 218    |
| 31 | Nicky, Ricky, Dicky i Dawn w Hollywood Go Hollywood  | Jonathan Judge     | Michael Feldman i Matt Fleckenstein                     | 25 listopada 2015 | 7 marca 2016         | 999-60 |
| 32 | Rock i zasady Rock ‘n’ Rules                         | Marian Deaton      | Suzie V. Freeman i Sarah Jane Cunningham                | 9 stycznia 2016   | 14 marca 2016        | 215    |
| 33 | Balet i Bestie Ballet and the Beasts                 | Robbie Countryman  | Andrew Hill Newman                                      | 16 stycznia 2016  | 16 marca 2016        | 217    |
| 34 | Nie przesądzajmy! She Blinded Him with Science (Bob) | David Kendall      | Amy Pittman                                             | 23 stycznia 2016  | 10 lutego 2016       | 211    |
| 35 | Harperowie na klasowych Harpers for President        | Robbie Countryman  | Eric Goldberg i Peter Tibbals                           | 30 stycznia 2016  | 8 marca 2016         | 206    |
| 36 | Totalna klapa Doggy Door Afternoon                   | Jody Margolin Hahn | Paul Ciancarelli                                        | 6 lutego 2016     | 15 marca 2016        | 216    |
| 37 | Trzech chłopaków i Mae Three Men and a Mae B.        | Eric Dean Seaton   | Douglas Danger Lieblein                                 | 13 lutego 2016    | 17 marca 2016        | 220    |
| 38 | Drogi pamiętniku Diary of an Angry Quad              | Brian Stepanek     | Douglas Danger Lieblein, Natalie Barbrie i Tim Brenner  | 20 lutego 2016    | 1 sierpnia 2016      | 225    |
| 39 | Czworosąd Quad Court                                 | David Kendall      | Douglas Danger Lieblein                                 | 27 lutego 2016    | 9 marca 2016         | 210    |
| 40 | Kinowa konspira The Quad-Plex                        | Trevor Kirschner   | Steven James Meyer i David L. Moses                     | 5 marca 2016      | 5 sierpnia 2016      | 219    |
| 41 | Wiekopomna akcja Nicky, Ricky, Dicky & Sicky         | Trevor Kirschner   | Angeline Olschewski i Amy Pittman                       | 9 lipca 2016      | 16 września 2016     | 224    |
| 42 | Misja niezrobialna Mission: Un-Quaddable             | Michael Feldman    | Matt Fleckenstein i Michael Feldman                     | 16 lipca 2016     | 19 września 2016     | 226    |
| 43 | Schody do sławy A Brief Case of Popularity           | Robbie Countryman  | David Dipietro                                          | 23 lipca 2016     | 13 września 2016     | 221    |
| 44 | Czarna owca New Kid on the Block                     | Marian Deaton      | Andrew Hill Newman, David L. Moses i Steven James Meyer | 30 lipca 2016     | 15 września 2016     | 223    |
| 45 | Błąd w sztuce The Tell-Tale Art                      | Jody Margolin Hahn | Sarah Jane Cunningham i Suzie V. Freeman                | 6 sierpnia 2016   | 14 września 2016     | 222    |

### Seria 3: 2017
| #  | Tytuł                                                   | Reżyseria          | Scenariusz                                                     | Premiera w USA   | Premiera w Polsce                                                  | Kod    |
| -- | ------------------------------------------------------- | ------------------ | -------------------------------------------------------------- | ---------------- | ------------------------------------------------------------------ | ------ |
| 46 | Czworaczek ze smakiem Quad with a Blog                  | Eric Dean Seaton   | Paul Ciancarelli i David Dipietro                              | 7 stycznia 2017  | 7 maja 2017                                                        | 301    |
| 47 | Harmonia z opon Odd Quad Out                            | Robbie Countryman  | Amy Pittman                                                    | 14 stycznia 2017 | 7 maja 2017                                                        | 302    |
| 48 | Fazuj z Harperami Keeping Up with the Quadashians       | Trevor Kirschner   | Douglas Danger Lieblein                                        | 21 stycznia 2017 | 10 maja 2017                                                       | 303    |
| 49 | Tańczący z hokeistami The Great Mullet Caper            | Jody Margolin Hahn | Steven James Meyer i David L. Moses                            | 28 stycznia 2017 | 11 maja 2017                                                       | 304    |
| 50 | Zasnąć przed świtem Quadsled                            | Trevor Kirschner   | Andrew Hill Newman                                             | 4 lutego 2017    | 12 maja 2017                                                       | 305    |
| 51 | Piknik renesansowy Ye Olde Hand Holde                   | Marian Deaton      | Patrice Asuncion i Nick Rossitto                               | 11 lutego 2017   | 18 maja 2017                                                       | 309    |
| 52 | Najgorszy scenariusz What’s the Worst That Quad Happen? | Lynn McCracken     | Peter Dirksen i Jonathan Howard                                | 18 marca 2017    | 19 maja 2017                                                       | 310    |
| 53 | Zaprosić lub nie zaprosić To Be Invited or Not to Be    | Robbie Countryman  | Andrew Hill Newman                                             | 25 marca 2017    | 22 maja 2017                                                       | 311    |
| 54 | Trąbki do góry Ele-Funk in the Room                     | Eric Dean Seaton   | Natalie Barbrie                                                | 8 kwietnia 2017  | 16 maja 2017                                                       | 307    |
| 55 | Młodociany wilkołak Tween Wolf                          | Robbie Countryman  | Michael Feldman                                                | 15 kwietnia 2017 | 17 maja 2017                                                       | 308    |
| 56 | Małe świństwo This Little Piggy Went to the Harpers     | Jody Margolin Hahn | Jonathan Howard i Peter Dirksen                                | 22 kwietnia 2017 | 15 maja 2017                                                       | 306    |
| 57 | Chce moją Mae I Want My Mae B. Back                     | Eric Dean Seaton   | Douglas Danger Lieblein                                        | 29 kwietnia 2017 | 11 października 2017                                               | 313    |
| 58 | Bizonie wieści The Butta-Lowdown                        | Trevor Kirschner   | Michael Feldman                                                | 6 maja 2017      | 18 października 2017                                               | 314    |
| 59 | Wielka ucieczka The Quadshank Redemption                | Brian Stepanek     | Jeny Quine                                                     | 13 maja 2017     | 1 listopada 2017                                                   | 320    |
| 60 | Not-So-Sweet Charity Niech to gęś kopnie                | Neel Keller        | Jonathan Howard i Peter Dirksen                                | 20 maja 2017     | 8 listopada 2017                                                   | 318    |
| 61 | Wakacje marzeń One Quadzy Summer                        | Lynn McCracken     | David L. Moses i Steven James Meyer                            | 3 czerwca 2017   | 15 listopada 2017                                                  | 319    |
| 62 | Nowy trener Quad for Teacher                            | Angela Gomes       | Natalie Barbrie i Andrew Hill Newman                           | 10 czerwca 2017  | 13 listopada 2017 (Nickelodeon HD) 22 listopada 2017 (Nickelodeon) | 316    |
| 63 | Dzień Czworopodległości Quadpendence Day                | Robbie Countryman  | Paul Ciancarelli i David Dipietro                              | 17 czerwca 2017  | 10 listopada 2017 (Nickelodeon HD) 29 listopada 2017 (Nickelodeon) | 315    |
| 64 | Przesłanie czworaczków Cementing the Quads’ Legacy      | Marian Deaton      | Amy Pittman                                                    | 8 lipca 2017     | 6 grudnia 2017                                                     | 323    |
| 65 | Róbczworaczkowo QUADGOALS                               | Brian Stepanek     | David DiPietro i Paul Ciancarelli                              | 15 lipca 2017    | 7 listopada 2017 (Nickelodeon HD) 13 grudnia 2017 (Nickelodeon)    | 312    |
| 66 | Kosmiczne kłopoty A Space Quadyssey                     | Jody Margolin Hahn | Gigi McCreery i Perry Rein                                     | 22 lipca 2017    | 14 listopada 2017 (Nickelodeon HD)                                 | 317    |
| 67 | JOKO YOCO                                               | Eric Dean Seaton   | Nick Rossito i Patrice Asuncion                                | 29 lipca 2017    | 11 stycznia 2018                                                   | 324    |
| 68 | Czworaczki z Krainy Oz The Wonderful Wizard of Quads    | Trevor Kirschner   | Angeline Olschewski, Michael Feldman i Douglas Danger Lieblein | 5 sierpnia 2017  | 8 stycznia 2018                                                    | 998-60 |

### Seria 4: 2018
| 69                                                                            | Stary, gdzie moja szkoła? Dude, Where’s My School?              | B.D | B.D | 6 stycznia 2018  | 10 maja 2018 | 401 |
| 70                                                                            | Wrestle-Mae-nia                                                 | B.D | B.D | 13 stycznia 2018 | 11 maja 2018 | 407 |
| 71                                                                            | Nicky, Ricky, Dicky i BeyDawncé Nicky, Ricky, Dicky & BeyDawncé | B.D | B.D | 20 stycznia 2018 | 14 maja 2018 | 402 |
| 72                                                                            | Póki mamy puki It’s a Hard Knocks Life                          | B.D | B.D | 27 stycznia 2018 | 15 maja 2018 | 403 |
| 73                                                                            | Pazurzasta ściema Sympathy for the Squishy                      | B.D | B.D | 3 lutego 2018    | 16 maja 2018 | 404 |
| 74                                                                            | Czworopomocnicy The Harper Quad-Jobbers                         | B.D | B.D | 17 lutego 2018   | 18 maja 2018 | 406 |
| czworaczki chcąc kupić nowy basen zakładają apke i zostają czworopomocnikami. |                                                                 |     |     |                  |              |     |